# Evelyn Sears

Evelyn Sears

Evelyn Georgianna Sears (* 9. März 1875 in Waltham; † 10. November 1966 in Waltham) war eine US-amerikanische Tennisspielerin.
Evelyn Sears gewann 1907 die US-amerikanischen Tennismeisterschaften (heute: US Open). Im Endspiel besiegte sie Carrie Neely mit 6:3 und 6:2. Zusammen mit Margaret Curtis siegte sie 1908 in Forest Hills im Damendoppel.
Evelyn Sears war mit den Siegern der US-Open Richard Sears und Eleonora Sears verwandt.
| Personendaten    | Personendaten                                 |
| ---------------- | --------------------------------------------- |
| NAME             | Sears, Evelyn                                 |
| ALTERNATIVNAMEN  | Sears, Evelyn Georgianna (vollständiger Name) |
| KURZBESCHREIBUNG | US-amerikanische Tennisspielerin              |
| GEBURTSDATUM     | 9. März 1875                                  |
| GEBURTSORT       | Waltham, Massachusetts, Vereinigte Staaten    |
| STERBEDATUM      | 10. November 1966                             |
| STERBEORT        | Waltham, Massachusetts, Vereinigte Staaten    |